# Дорогунцов Сергій Іванович
Сергі́й Іва́нович Дорогунцов (22 вересня 1929 — 20 лютого 2010) — український науковець, політик.
Член КПУ, Доктор економічних наук, професор, член-кореспондент НАН України (Відділення економіки, розміщення продуктивних сил, 11.1992); президент Української екологічної академії наук (з 1992);

## Життєпис
Народився 22 вересня 1929 року (смт Доманівка, Миколаїв. обл.) в сім'ї службовця; українець; одружений; має 2 дітей. Помер 20 лютого 2010 року.

### Освіта
- Київський університет імені Тараса Шевченка (1948—1953), юрист;
- Академія суспільних наук при ЦК КПРС.

### Кар'єра
- З 1953 — слухач курсів підготовки викладачів суспільних наук при Київському університеті ім. Т.Шевченка.
- 1954—1962 — старший викладач політек. партійної школи при Тернопільському обласному комітеті Комуністичної партії України, Тернопільському державному медичному інституті; керівник лекторської групи Тернопільського обласного комітету Комуністичної партії України.
- 1962—1965 — аспірант, Академії суспільних наук при ЦК КПРС.
- 1965—1974 — консультант, завідувач сектору відділу науки та навчальних закладів ЦК КПУ.
- З 1974 — помічник Голови РМ УРСР.
- З 1984 — голова, Ради по вивченню продуктивних сил України НАНУ.

## Політична діяльність
Народний депутат України 12(1) скликання з 03.1990 (2-й тур) до 04.1994, Суворовський виборчий округ № 299, Одеська область - Голова Комісії з питань екології та раціонального природокористування (з 02.1993). З 1990 — голова підкомісії з соціально-правових проблем екології, з 02.1993 — голова, Комісії з питань екології ВР України.
Народний депутат України 3 скликання 03.1998-04.2002 від КПУ, № 60 в списку. На час виборів: голова Ради по вивченню продуктивних сил України НАН України, член КПУ. Заступник голови Комітету з питань науки і освіти (з 07.1998), член фракції КПУ (з 05.1998).
Народний депутат України 4 скликання 04.2002-04.2006 від КПУ, № 48 в списку. На час виборів: Народний депутат України, член КПУ. Член фракції комуністів (з 05.2002), заступник голови Комітету з питань науки і освіти (з 06.2002).
Був головою Міжвідомчої наукової ради з проблем зайнятості населення та ринку праці НАН України та Мінпраці України. Член Академії економічних наук і підприємницької діяльності Росії.
Член КПРС (з 1948).
Державний службовець 1-го рангу (06.1994).

## Нагороди та відзнаки
- Орден «Знак Пошани» (двічі),
- Орден «За заслуги» III ст. (06.1997)[4].
- Почесна Грамота Президії ВР УРСР.
- Почесна грамота Кабінету Міністрів України (09.2004)[5].
- * Лауреат Премії НАН України імені М. І. Туган-Барановського (1998)
- Державна премія України в галузі науки і техніки (2003)[6].
- Орден МПА СНД «Співдружність» (12.2004)

## Деякі праці
- Дорогунцов С. І., Заяць Т. А., Коваль Я. В. та ін. Розміщення продуктивних сил і регіональна економіка: Підручник. — К.: КНЕУ, 2005. — 988 с.